# Pròcul Gegani Macerí
Pròcul Gegani Macerí (en llatí: Proculus Geganius Macerinus) va ser un magistrat romà. Era probablement germà de Marc Gegani Macerí, que va ser tres vegades cònsol. Formava part de la gens Gegània i era de la família dels Macerí.
Va ser elegit cònsol l'any 440 aC junt amb Luci Meneni Lanat. Durant el seu govern hi va haver un període de fam a Roma i es va crear la figura del praefectus annonae. El primer que va exercir el càrrec va ser Luci Minuci Augurí, que encara va poder evitar la lluita entre els patricis i Espuri Meli.